# Brevinkast

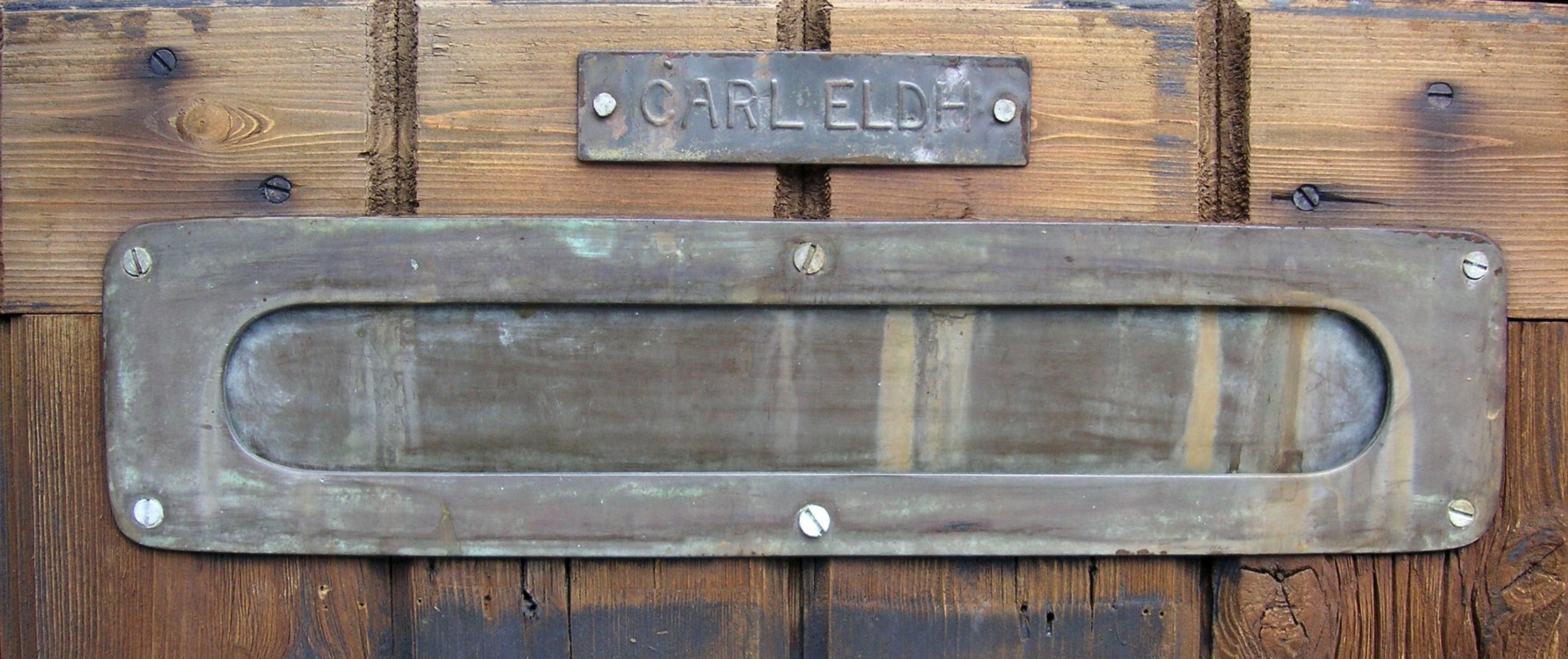
Skulptören Carl Eldhs brevinkast vid Carl Eldhs ateljémuseum i Stockholm från 1919.

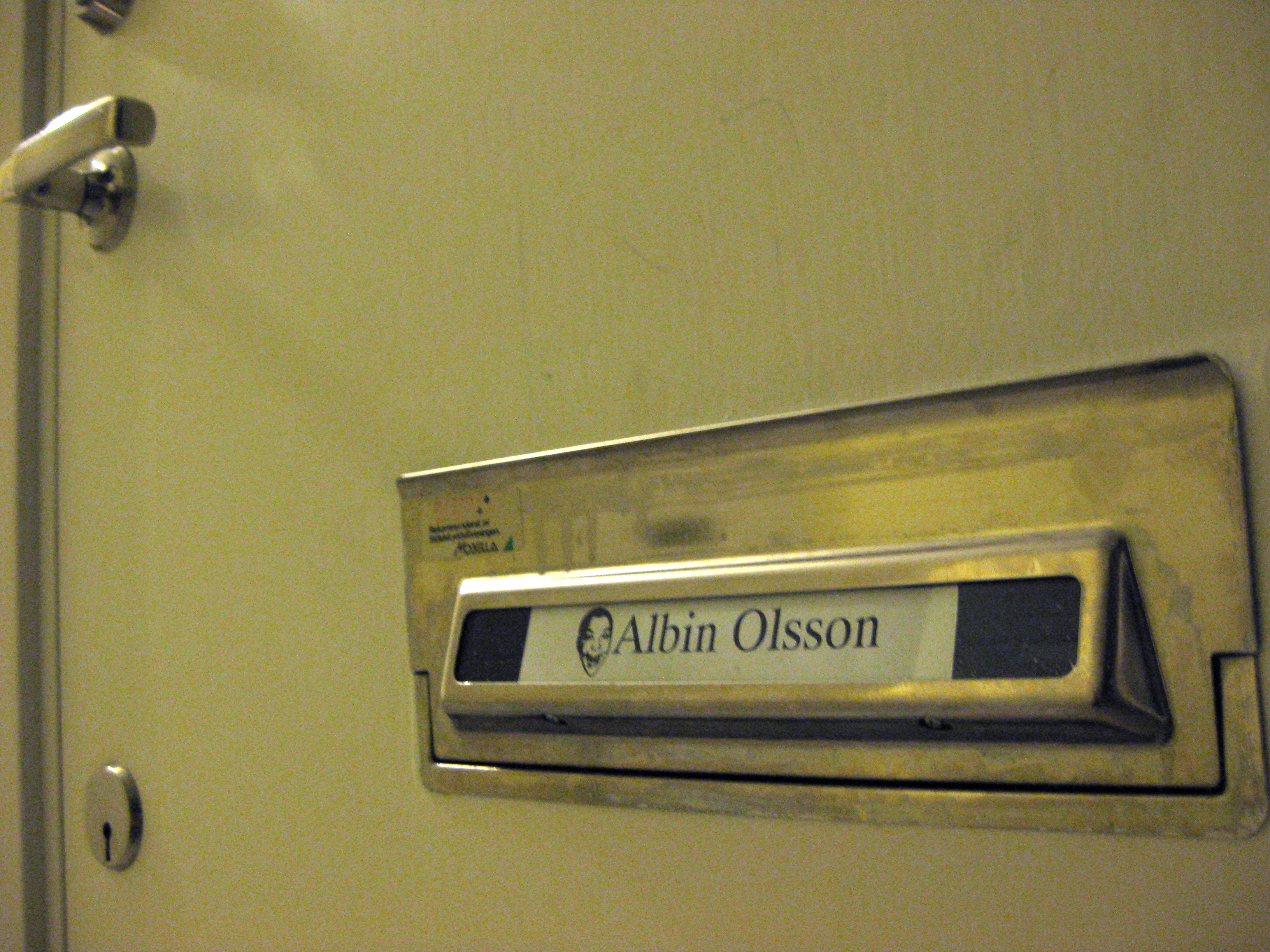
Brevinkast på en lägenhetsdörr.

Brevinkast är ett hål i en dörr där man kan stoppa in post, tidningar och direktreklam. Det är bland annat förekommande i flerbostadshus.
Brevbäraren öppnar en lucka som täcker hålet, och stoppar in brev eller tidningar som då landar innanför dörren. Luckan på brevinkasten har ofta en liten fastmonterad skylt med namn på den eller de som bor i lägenheten, ibland med Aviso-bokstäver.
Ett alternativ till brevinkast är fastighetsboxar. Dessa boxar placeras vid entrén dit posten istället levereras.

## Sverige
Sverige var ett av få länder i EU som år 2013 hade brevinkast som det vanligaste sättet att dela ut post i flerfamiljshus. I Sverige fanns år 2022 omkring 1,2 miljoner lägenheter i Sverige med brevinkast.
Svensk standard SS-EN 13724 anger bland annat att minimimått för lucköppningen är 230 x 30 mm.
Brevinkasten anses inte uppfylla befintliga krav på funktion. År 2025 framgår av Postnords webbplats att brevinkastet successivt ska avvecklas.